# Elops złotawy
Elops złotawy, oszczer złotawy, oszczer żółtawy (Elops saurus) – gatunek ryby promieniopłetwej z rodziny elopsowatych (Elopidae), żyjący w wodach zachodniego Atlantyku. Długość ciała może dochodzić do 1 m. Cechą charakterystyczną jest rozwidlona, głęboko wcięta płetwa ogonowa. Ciało niebieskoszare, pokryte drobnymi łuskami. Pożywieniem elopsów są ryby ławicowe. Ikra prawdopodobnie składana jest na otwartym morzu. Po wykluciu się leptocefale dryfują w kierunku brzegów.